# هاري واتسون (لاعب هوكي جليد كندي)
هاري واتسون هو لاعب هوكي جليد كندي، ولد في 14 يوليو 1898 في سانت جونز في كندا، وتوفي في 11 سبتمبر 1957 في لندن في كندا.

## وصلات خارجية
- هاري واتسون (لاعب هوكي جليد كندي) على موقع EliteProspects.com (الإنجليزية)
- هاري واتسون (لاعب هوكي جليد كندي) على موقع Eurohockey.com (الإنجليزية)
- هاري واتسون (لاعب هوكي جليد كندي) على موقع Hockey-Reference.com (الإنجليزية)
- هاري واتسون (لاعب هوكي جليد كندي) على موقع أوليمبيديا (الإنجليزية)